# Asad Kaschmir

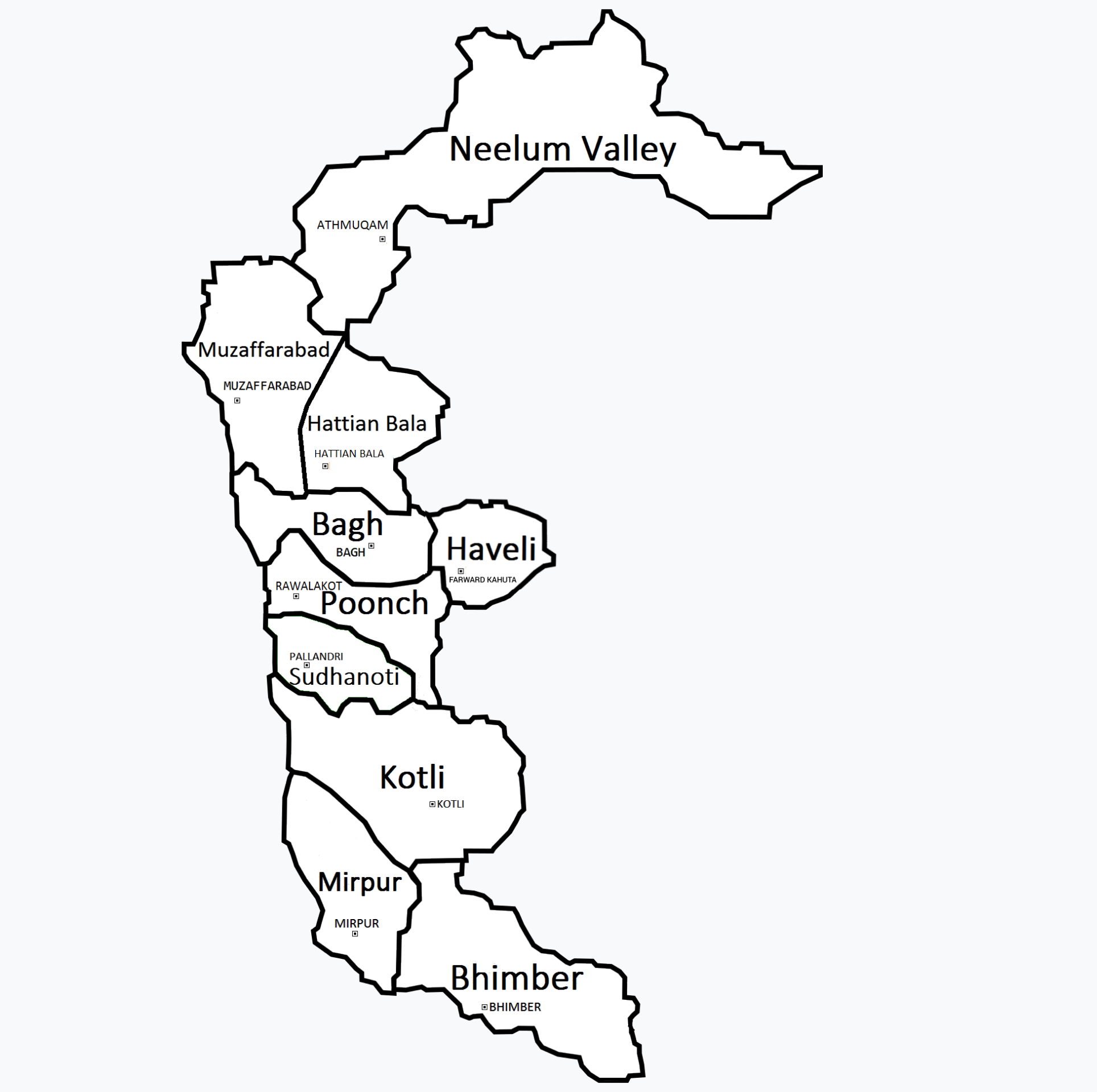
Distrikte von Asad Jammu und Kaschmir

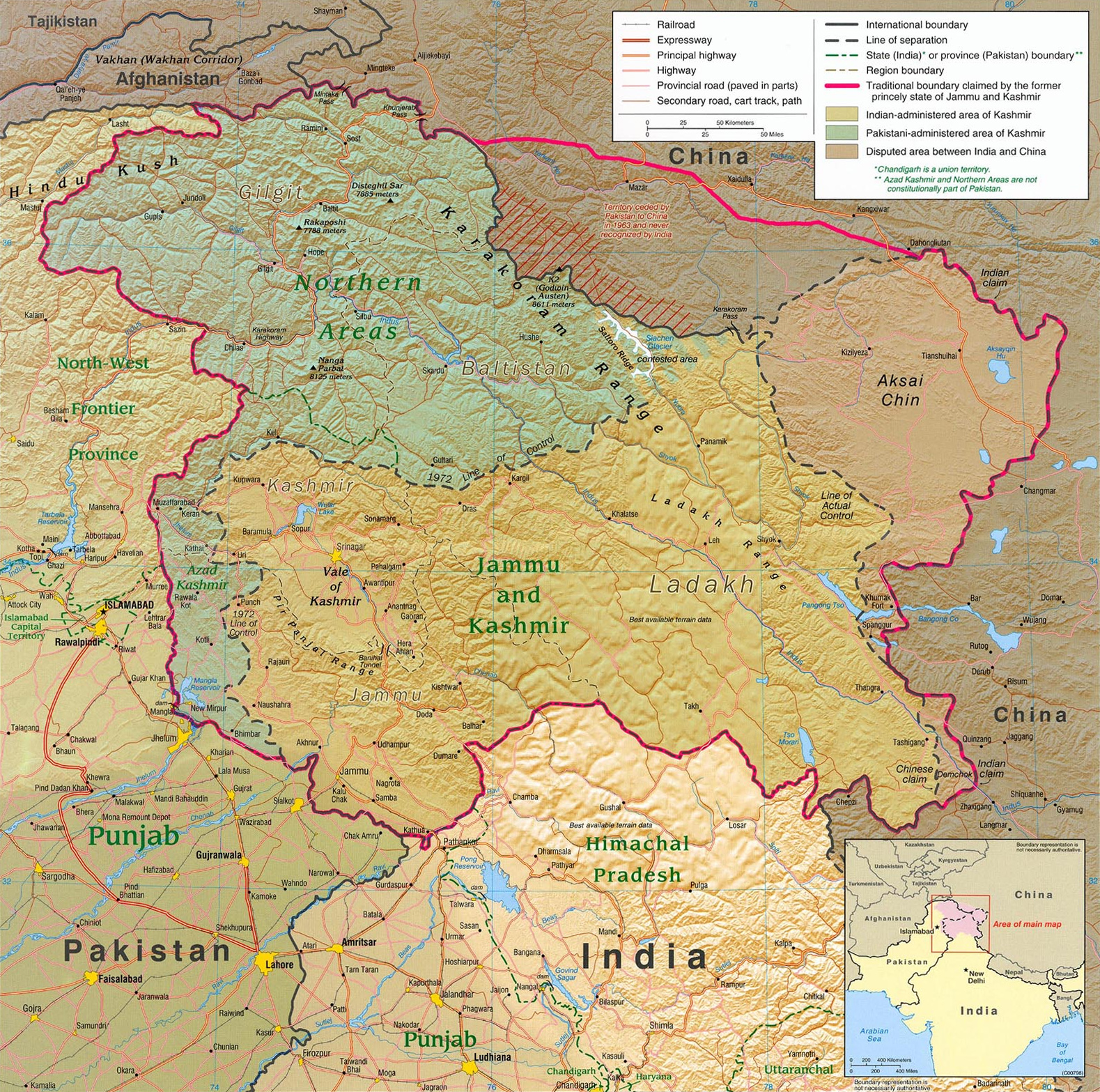
Karte von Kaschmir (2004)

Asad Jammu und Kaschmir oder kurz Asad Kaschmir (Urdu آزاد جموں و کشمیر Azad Jammu o Kashmir, englisch Azad Jammu and Kashmir, kurz Azad Kashmir oder AJK) ist ein teilautonomes pakistanisches Gebiet in der zwischen Indien, Pakistan und der Volksrepublik China umstrittenen Region Kaschmir.

## Politik
Durch den offiziellen Namen Azad Jammu and Kashmir (= Freies Jammu und Kaschmir) wird von pakistanischer Seite der Anspruch Kaschmirs auf seine Selbstbestimmung unterstrichen und das „freie“ Jammu und Kaschmir dem „unfreien“ Teil auf der indischen Seite (Jammu und Kashmir und Ladakh) gegenübergestellt.
Demzufolge ist Asad Kaschmir keine Provinz Pakistans, sondern wählt ein eigenes Parlament, einen eigenen Ministerpräsidenten und einen eigenen Präsidenten (sonst: Gouverneur). Andererseits sieht Pakistans Führung die Zukunft Kaschmirs klar als Teil der Islamischen Republik Pakistan und nicht als unabhängiges Land. Parteien, die die Unabhängigkeit Kaschmirs anstreben, werden nicht zu Wahlen zugelassen. Derzeit regiert PML-N mit dem Ministerpräsidenten Farooq Haider Khan. Abgesehen von der formalen Autonomie ist Asad Kaschmir wirtschaftlich und militärisch voll integrierter Bestandteil Pakistans. Nicht Teil Asad Kaschmirs ist Gilgit-Baltistan (bis 2009 als Nordgebiete bezeichnet), das bis 1947 vom Maharadscha Kaschmirs beansprucht wurde; ein Anspruch, der von Pakistan seitdem bestritten wird und der militärisch auch nicht abgesichert war.

## Geografie
Asad Kaschmir grenzt an die Provinz Punjab (Süden), die Provinz Khyber Pakhtunkhwa (Westen), Gilgit-Baltistan sowie an das indische Unionsterritorium Jammu und Kashmir. Es legt sich als schmaler Streifen von 11.639 km² westlich um das indische Jammu und Kashmir, von diesem getrennt durch die seit 1965 gültige Waffenstillstandslinie. Im von den westlichen Ausläufern des Himalaya geprägten nördlichen Teil Asad Kaschmirs (Division Muzaffarabad) dominiert das Tal des Nilam (engl.: Neelum bzw. Neelam). Unweit der Hauptstadt Muzaffarabad (ca. 300.000 Einwohner) verlässt er Asad Kaschmir Richtung Westen. Der südliche Teil ist weniger hochgebirgig und dichter besiedelt.
Wichtigste Flusstäler sind die des Jhelam (engl.: Jhelum) und Punch (engl.: Poonch), die den großen Mangla-Stausee an der Grenze zur Provinz Punjab speisen. Dieser wurde nach fünfjähriger Bauzeit 1967 fertiggestellt und erzeugt heute (nach fünfstufigem Ausbau) in Spitzenlastzeiten bis zu 1150 Megawatt, gut 20 % der pakistanischen Wasserkraft (Stand 2001).
Das Wasserkraftwerk ist Asad Kaschmirs mit Abstand bedeutendster Industriepol. Der Rest des Landes ist von Landwirtschaft geprägt und nur unterdurchschnittlich entwickelt. Hauptanbauprodukte sind Getreide und Baumfrüchte, beispielsweise Äpfel, Aprikosen, Birnen, Pflaumen und Walnüsse.

## Erdbebenregion
Am 8. Oktober 2005 wurde Asad Kaschmir, das an der Grenze zwischen der Indisch-Australischen Platte und der Eurasischen Platte liegt, von einem heftigen Erdbeben der Stärke 7,6 auf der Richterskala erschüttert. Das Epizentrum des Bebens lag in der Nähe von Muzaffarabad und befand sich nahe an der Erdoberfläche. Durch die einfache Bauweise der meisten Gebäude wurde ein erheblicher Sachschaden angerichtet, etwa 200.000 Tote werden in der Region vermutet.

## Bevölkerung
Asad Kaschmir zählt laut Fortschreibung 2002 3,2 Millionen Einwohner, das sind über die Hälfte mehr als noch 1981. Das Bevölkerungswachstum liegt über 2,5 %, jeder Haushalt hat im Schnitt sieben Angehörige. Die Bevölkerung ist laut offiziellen Angaben zu 99 % muslimisch. Bevölkerungsgruppen sind die Hindko, Potwari und die nomadischen Gudschar. Die Sprachen der ersten beiden Volksgruppen sind mit dem Panjabi verwandt. Zahlreiche Menschen aus Kaschmir gingen in den 1950er und 1960er Jahren nach Großbritannien und bilden einen Teil der ethnischen Minderheit der Britisch-Pakistaner.

## Verwaltungsgliederung
Asad Kaschmir ist in 3 Divisionen aufgeteilt, die wiederum in insgesamt 10 Distrikte gegliedert sind.
| Division     | Distrikt     | Fläche in km² | Einwohner (2008) | Verwaltungssitz |
| ------------ | ------------ | ------------- | ---------------- | --------------- |
| Mirpur       |              |               |                  | Mirpur          |
|              | Bhimber      | 1516          | 301.633          | Bhimber         |
|              | Kotli        | 2162          | 834.094          | Kotli           |
|              | Mirpur       | 2310          | 754.482          | Mirpur          |
| Muzaffarabad |              |               |                  | Muzaffarabad    |
|              | Hattian      | 854           | 251.000          | Hattian Bala    |
|              | Muzaffarabad | 2496          | 638.973          | Muzaffarabad    |
|              | Nilam        | 3621          | 106.778          | Athmuqam        |
| Punch        |              |               |                  | Rawalakot       |
|              | Bagh         | 768           | 351.415          | Bagh            |
|              | Haveli       | 600           | 150.000          | Forward Kahuta  |
|              | Punch        | 855           | 411.035          | Rawala Kot      |
|              | Sudhanoti    | 569           | 204.091          | Palandri        |
| gesamt       |              | 13.297        | 4.567.982        | Muzaffarabad    |

Die Daten zum Distrikt Haveli sind geschätzt.